# Kečovo
Kečovo (maďarsky Kecső) je obec na Slovensku v okrese Rožňava ve Slovenském krasu. Obec leží na jižním okraji Silické planiny, nedaleko hranic s Maďarskem.

## Historie
Okolní jeskyně byly osídleny již od paleolitu, u bývalého mlýna stálo římské sídliště. Obec je osídlená od 12. století, první zmínka o obci je z roku 1272. V době po tureckých nájezdech roku 1564 se obec na dvě století vylidnila. Ves byla znovu osídlena v druhé polovině 18. století. Tehdy patřila Ragályiům a Fáyovům. V roce 1828 zde žilo 238 obyvatel, kteří se zabývali hlavně uhlířstvím, kovářstvím, pálením vápna a chovem dobytka. Tradiční řemesla se zachovali i během první československé republiky. V letech 1938–1945 byla obec připojena k Maďarsku.

## Přírodní poměry
Obec leží na území národního parku Slovenský kras. Na východním okraji vesnice se nachází národní přírodní rezervace Kečovské škrapy a severně od ní rozsáhlé pastviny zvané Kečovské louky s Jeskyní na Kečovských loukách, jeskyně v úbočí Maliníku (východně od vesnice) nebo jeskyně Domica.
| Růžice kompasu |          |          |         | Růžice kompasu |
| Růžice kompasu | Dlhá Ves | Sever    | Jósvafő | Růžice kompasu |
| Růžice kompasu | Dlhá Ves | Kečovo   | Jósvafő | Růžice kompasu |
| Růžice kompasu | Dlhá Ves | Jih      | Jósvafő | Růžice kompasu |
| Růžice kompasu | Domica   | Aggtelek |         | Růžice kompasu |

### Kečovská vyvěračka
V údolí cca 500 metrů severně od obce leží Kečovská vyvěračka s několika vývěry v různých výškových úrovních. První (velká) vyvěračka vyvěrá zpod skalního výklenku a teče dvěma proudy. První, menší, s vydaností 23 l/s je zachycen do vodovodu, druhý, větší, v nadm. výšce 345 m n. m. má vydatnost 458 l/s a volně odtéká, čím vytváří pramenný úsek potoka Jóšva. Potok protéká Kečovem a odtéká do Maďarska do obce Jósvafő. Když voda nestačí odtékat, je v provozu druhá vyvěračka, tzv. stará. Při zvýšeném stavu vody začíná fungovat třetí vyvěračka, nejníže položená, ležící přímo v korytě potoka. Vyvěračka je zakončením podzemního systému potoka, který teče od jeskyně Milada přes propast Bezednou lednici.